# Oleksandr Korčmid
Oleksandr Nykolajovyč Korčmid (in ucraino Олександр Миколайович Корчмід?; tr.en.: Oleksandr Nikolayovich Korchmid; Kachovka, 22 gennaio 1982) è un ex astista ucraino.

## Biografia
Nato nell'oblast di Cherson, Korčmid ha debuttato internazionalmente nel 1999 vincendo la medaglia d'argento ai Mondiali allievi in Polonia, a cui ha fatto seguito nel 2000 una pari medaglia in Cile. Nel 2003 ha vinto due medaglie d'oro consecutive agli Europei under 23 e alle Universiadi prima di prendere parte alle sue prime competizioni seniores a partire dall'anno successivo, come la partecipazione ai Giochi olimpici di Atene 2004. Oltre ad aver preso parte ad una seconda Olimpiade a Pechino 2008, Korčmid ha vinto numerosi titoli nazionali di specialità prima di ritirarsi nel 2017.
Nel 2009 è risultato positivo all'efedrina ma anziché subire una squalifica è stato pubblicamente ammonito.

## Palmarès
| Anno | Manifestazione  | Sede       | Evento           | Risultato | Prestazione | Note |
| ---- | --------------- | ---------- | ---------------- | --------- | ----------- | ---- |
| 1999 | Mondiali U18    | Bydgoszcz  | Salto con l'asta | Argento   | 5,10 m      |      |
| 2000 | Mondiali U20    | Santiago   | Salto con l'asta | Argento   | 5,30 m      |      |
| 2001 | Europei U20     | Grosseto   | Salto con l'asta | 10º       | 5,00 m      |      |
| 2003 | Europei U23     | Bydgoszcz  | Salto con l'asta | Oro       | 5,50 m      |      |
| 2003 | Universiadi     | Taegu      | Salto con l'asta | Oro       | 5,75 m      |      |
| 2004 | Mondiali indoor | Budapest   | Salto con l'asta | 10º (q)   | 5,65 m      |      |
| 2004 | Giochi olimpici | Atene      | Salto con l'asta | 16º       | 5,55 m      |      |
| 2005 | Universiadi     | Smirne     | Salto con l'asta | Bronzo    | 5,70 m      |      |
| 2006 | Europei         | Göteborg   | Salto con l'asta | 6º        | 5,60 m      |      |
| 2007 | Europei indoor  | Birmingham | Salto con l'asta | 4º        | 5,51 m      |      |
| 2007 | Mondiali        | Osaka      | Salto con l'asta | 21º (q)   | 5,40 m      |      |
| 2008 | Giochi olimpici | Pechino    | Salto con l'asta | 22º (q)   | 5,45 m      |      |
| 2009 | Universiadi     | Belgrado   | Salto con l'asta | 4º        | 5.40 m      |      |
| 2009 | Mondiali        | Berlino    | Salto con l'asta | nm (q)    | nm (q)      |      |
| 2013 | Europei indoor  | Göteborg   | Salto con l'asta | 17º (q)   | 5,40 m      |      |
| 2013 | Mondiali        | Mosca      | Salto con l'asta | 14º (q)   | 5,40 m      |      |
| 2015 | Europei indoor  | Praga      | Salto con l'asta | 15º (q)   | 5,25 m      |      |